# Andrés García (színművész, 1941–2023)
Andrés García (Santo Domingo, Dominikai Köztársaság, 1941. május 24. – Acapulco, 2023. április 4.) dominikai születésű színész. Magyarországon a következő sorozatokból ismert: Bermuda-háromszög, Titkok és szerelmek, Lear főnök: Texas királya és a Második élet

## Életpályája
Spanyol szülőktől született a Dominikai Köztársaságban, majd gyermekkorában Mexikóba költözött. Az 1960-as évek végén, az 1970-es évek elején "szexszimbólumnak" számított Latin Amerikában. Számos filmben, spanyol szappanoperában szerepelt.
1984-ben, García a Tú o nadieban játszott, Lucía Méndez és Salvador Pineda partnereként. A sorozat olyan népszerűvé tette, hogy számos nemzetközi szerepajánlatot kapott. Elfogadta a felkérést és 1986-ban Puerto Rico-ban ment, ahol a WAPA-TV szappanoperáiban szerepelt: Amame, Johanna Rosaly, Escándalo, Iris Chacón és a Charytín.
García főként kemény jellemű embereket játszott, a "tipikus mexikói macsó" szerepét. Állítólag a való életben is élvezi, hogy így él. Személye számos pletyka, vita és botrány alapja. 1995-ben prosztatarákot diagnosztizáltak nála, ezért Atlantába utazott, hogy részt vegyen a kezelésen. Miután gyógyultnak nyilvánították, elkezdte támogatnia Cat's Claw-t, amely növényi eredetű termékeket gyárt. Azt állítja, hogy ezek a termékek gyógyították meg őt. Elismerte, hogy egy felfújható péniszprotézise van beültetve, amikor a hírlapok tele voltak a képeivel. 2001-ben megvédte fiát, Andrés García Jr.-t a Lupita D'Alessio énekes nyilatkozatai ellen. García elutasította a hazugságot és fenyegető jogi lépéseket tett. Ezenkívül biztonsági őröket bérelt, hogy vigyázzanak rá, ezt a közelmúltban elkövetett emberrablások miatt tette.
2001-ben kastély jellegű házat épített magának. 2003 szeptemberében szerepelt a Cristina című spanyol nyelvű talk showban, melynek házigazdája Cristina Saralegui, azért, hogy megvédje a szórakoztatóipart a paparazzók ellen. Bár néhány ellentmondásos megjegyzést is tett a műsor során. 2003 októberében felkért egy színészt a kastély shoot-out-jára. A kastély körül mindenütt televíziós kamerák, a stáb és a rendőrség lézengett. Több színész is visszautasította az ajánlatot, miután García két hot dogot is felszolgált, arra hivatkoztak, hogy a hot dogot állítólag megmérgezték. Sokan úgy vélik, hogy ez csak egy színjáték volt a közönség számára. 2005 júliusában García kijelentette az Egyesült Államok hispán televíziójában, hogy ő hisz a reinkarnációban. Azt is mondta, hogy azt hiszi, ő volt Simón Bolívar egy korábbi életében, és hogy ha nő lett volna akkor, talán egy prostituált lett volna.
García több mint 50 különböző projektben szerepelt, beleértve a filmeket, a színházat és a szappanoperákat.
García szoros barátságot tart fent Carmen Campuzano, mexikói modellel és a Puerto Ricó-i énekessel ženyvel, a ženy & Zory nevű pop duó egyik tagjával.
Később 2005-ben, García részt vett az El Principe Azul című valóság showban, amely arra irányul, hogy megtalálja másik fiát, Leonardot.
2006-ban főszerepet játszott az egyik népszerű szappanoperában a Második életben (El Cuerpo del Deseo), Mario Cimarro, Lorena Rojas, Sonia Noemi és Erick Elías partnereként, a sorozatot a Telemundo International vetítette. Ez a telenovella a lélekvándorlásról szól, a halál után a lélek egy másik testet ölt. Ez a nézet egybeesik García hitével, ezért ez a sorozat nagyon közel állt hozzá.
Andrés Garcíáról macsó képet alakítottak ki, ezért kapta meg az A + filmjében a Pedro Navaja-ban, az utcai, intelligens szélhámos szerepét, akinek a legtöbb gyönyörű nő dolgozik az utcán.

## Filmográfia
- 1967: Chanoc .... Chanoc
- 1968: Muchachas, muchachas, muchachas
- 1968: House of Evil .... Beasley
- 1968: Los asesinos .... Joseph Nelson
- 1969: Pacto diabólico
- 1969: Minifaldas con espuelas
- 1969: Super Colt 38 .... Roy
- 1970: La sonrisa del diablo .... Carlos
- 1970: Tres amigos
- 1970: Las tres magnificas
- 1970: Juan el desalmado
- 1970: Los juniors
- 1970: El cinico .... Rogelio
- 1970: La rebelion de las hijas
- 1970: Paraíso .... Lauro
- 1971: Los destrampados
- 1971: Velo de novia
- 1972: Las gemelas .... Leonardo Lobo
- 1972: El carruaje .... Teniente Azcarate
- 1972: El negocio del odio
- 1972: Nadie te querrá como yo .... Javier
- 1973: Adios, New York, adios
- 1973: Ana del aire .... Jorge
- 1973: Besos, besos... y mas besos
- 1973: El principio
- 1973: Morirás con el sol .... Carlos Rodríguez
- 1974: La corona de un campeon
- 1974: La amargura de mi raza
- 1975: Paloma .... Daniel
- 1975: Aventuras de un caballo blanco y un niño
- 1976: El trinquetero
- 1977: ¡Tintorera! .... Miguel
- 1977: La llamada del sexo
- 1978: Manaos .... Carmelo Sierra
- 1978: Suave, cariño, muy suave
- 1978: Cuchillo .... Cuchillo
- 1978: Bermúda háromszög .... Alan
- 1978: El cuatro dedos
- 1978: Bermuda-háromszög (Bermude: la fossa maledetta) .... Andres Montoya
- 1978: Cyclone .... Andrés
- 1979: Carlos el terrorista .... Carlos
- 1979: El giro, el pinto, y el Colorado
- 1979: Űrbázis a tenger mélyén (Encuentro en el abiso)[3] .... Scott
- 1979: Day of the Assassin .... Beltron
- 1979: Nora la rebelde
- 1979: Muñecas de medianoche
- 1980: El jinete de la muerte
- 1980: Y ahora, que?
- 1980: Amigo
- 1980: Dos hermanos murieron
- 1980: El siete vidas
- 1980: Carnada
- 1980: Las tentadoras
- 1980: Mírame con ojos pornográficos .... Jose de Lugo
- 1980: Las cabareteras
- 1981: El macho bionico
- 1981: El sexo sentido
- 1981: Las mujeres de Jeremías .... Pancho
- 1981: Mi nombre es Sergio, soy alcoholico
- 1981: D.F./Distrito Federal
- 1982: La leyenda del tambor
- 1982: Una gallina muy ponedora ... aka Amor a navaja libre
- 1983: Inseminación artificial
- 1983: Cazador de demonios .... Melquiades Franco
- 1983: Se me sale cuando me río
- 1983: La venganza de Maria
- 1983: Sexo vs. sexo
- 1983: El día del compadre .... Pepe
- 1983: Chile picante ..
- 1983: Las modelos de desnudos
- 1983: Dos de abajo
- 1984: Pedro Navaja .... Pedro Navaja
- 1985: Tú o nadie .... Antonio Lombardo
- 1985: La risa alarga la vida y algo mas
- 1985: Toña machetes
- 1985: Sangre en el Caribe
- 1986: Herencia maldita
- 1986: El cafre
- 1986: Río de oro .... Rodolfo
- 1986: El hijo de Pedro Navaja .... Pedro Navaja
- 1986: Los amantes del señor de la noche .... Amante de Amparo
- 1987: Asesino nocturno
- 1987: El niño y el Papa .... Carlos
- 1988: Mi nombre es coraje .... Juan
- 1988: Los plomeros y las ficheras
- 1988: Mi fantasma y yo
- 1988: Solicito marido para engañar .... Fabián Conde Mariscal
- 1989: Buscando la muerte
- 1989: Deuda saldada
- 1989: Que viva el merengue y la lambada
- 1989: Entre compadres te veas
- 1989: Programado para morir
- 1990: Herencia maldita
- 1990: El día de los Albañiles IV
- 1990: El magnate .... Gonzalo
- 1990: Sueño y despertar de Aurelio Marítimo
- 1991: La mujer prohibida .... Hernán Gallardo
- 1992: Perros de presa
- 1994: El jinete de acero .... Pedro Grande
- 1994: El justiciero
- 1995: El tigre Murrieta
- 1995: Morir mil muertes
- 1996: Con toda el alma .... Daniel Linares
- 1996: Los matones de mi pueblo
- 1997: Noi siamo angeli
- 1998: Titkok és szerelmek (El Privilegio De Amar) .... Andrés Duval (1998–1999)
- 1999: Puppet .... Gandolier
- 1999: Mujeres engañadas .... Javier Duarte (1999–2000)
- 2002: Detras del paraíso
- 2002: Lear főnok: Texas királya (King of Texas) .... Davis
- 2004: El Cristo de plata
- 2005: La última noche .... Fabián
- 2005: Második élet (El cuerpo del deseo) .... Pedro Jose Donoso
- 2002: Hospital Central (2002–2007)
- 2007: El Pantera .... Rubio Barrios (2007–2008)
- 2010: Hay alguien ahí

## Színház
- „Juguets para el matrimonio”
- „Las buenas personas”"
- „Las buenas imagenes publicas”
- „Accidente conyugal”
- „Amor es”
- „La libelula”
- „Las locuras del sexo”
- „Un loco genial”
- „Las mentiras blancas y la comedia negra”
- „Me dicen pedro, el hombre de la navaja”

## Fordítás
- Ez a szócikk részben vagy egészben  az   Andrés García című angol Wikipédia-szócikk fordításán alapul.  Az eredeti cikk szerkesztőit annak laptörténete sorolja fel. Ez a jelzés csupán a megfogalmazás eredetét és a szerzői jogokat jelzi, nem szolgál a cikkben szereplő információk forrásmegjelöléseként.